# Rîhta, Camenița
Rîhta (în ucraineană Рихта) este localitatea de reședință a comunei Rîhta din raionul Camenița, regiunea Hmelnîțkîi, Ucraina.

## Demografie
Componența lingvistică a localității Rîhta
     Ucraineană (99,21%)
     Alte limbi (0,67%)
Conform recensământului din 2001, majoritatea populației localității Rîhta era vorbitoare de ucraineană (99,21%), existând în minoritate și vorbitori de alte limbi.